# Fringilla polatzeki
El pinzón azul de Gran Canaria (Fringilla polatzeki)  es una especie de ave paseriforme de la familia de los fringílidos (Fringillidae) endémico de esta isla.

## Descubrimiento

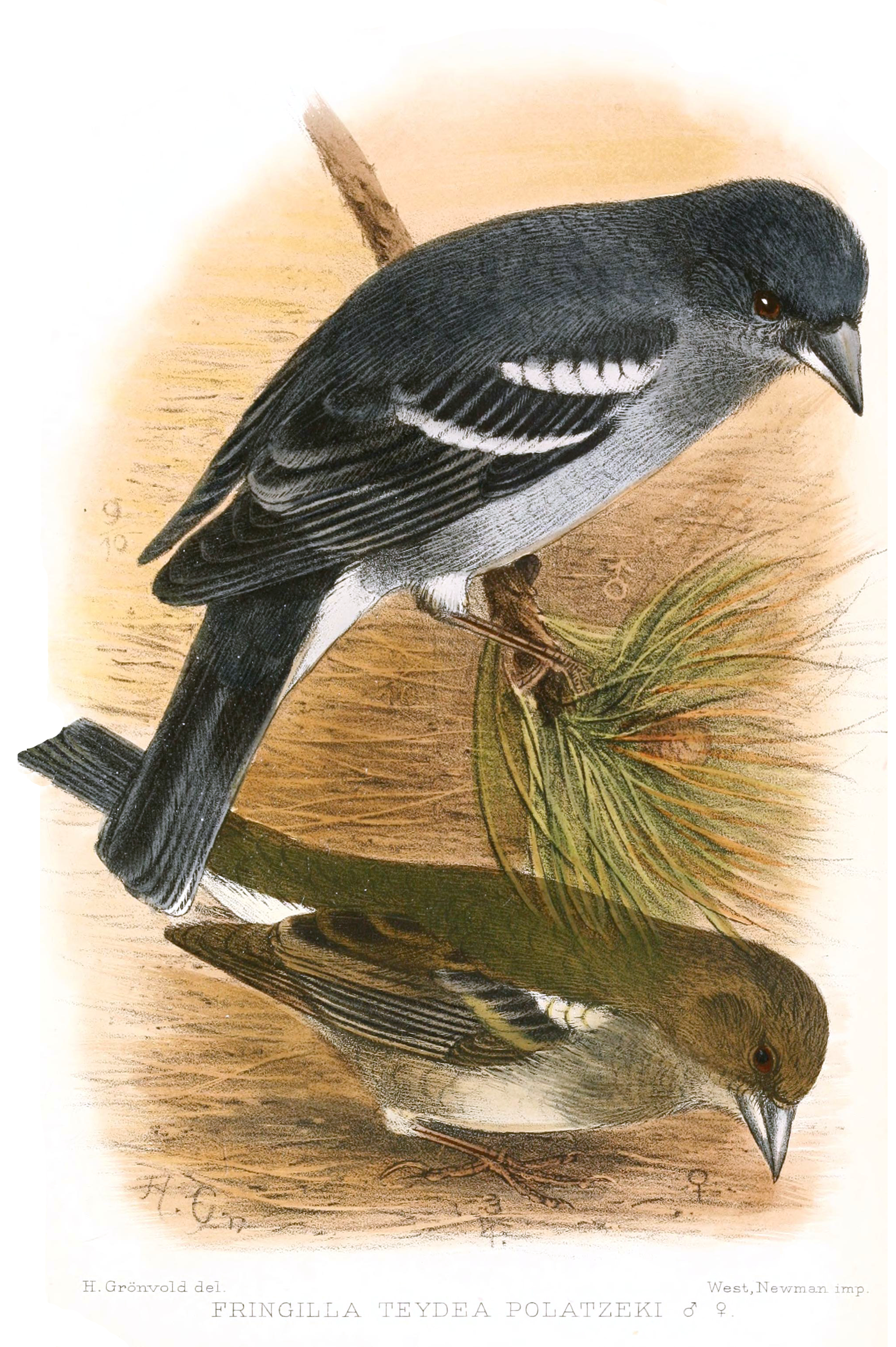
Macho y hembra del pinzón azul de Gran Canaria, ilustración del naturalista danés Henrik Grønvold.

La subespecie Fringilla teydea teydea fue descrita para Tenerife en 1842 por Webb, Berthelot & Moquin-Tandon.
Años más tarde, en 1856, Carl Bolle tuvo noticias de la existencia de un pájaro de similares características en la isla de Gran Canaria, si bien nunca tuvo la oportunidad de observarlo. Diciendo al respecto: 

En Gran Canaria parece ser que se encontraba un pájaro azulado, llamado "Pájaro de la Cumbre", se hallaba en las profundidades de los bosques coníferos entre Tejeda y Mogán, pudiéndose ver no pocas veces, y que quien se quedara ahí  mismo durante un tiempo prolongado, no le podría pasar por desapercibida su vivacidad.

En 1903 Pablo Oramas, después de buscarlo infructuosamente, afirmó: 

Dudando, pero mucho, que exista en los montes de Gran Canaria, creo es exclusivamente propio de Tenerife, pues ningún naturalista dice haberle visto en Gran Canaria, y yo en el tiempo que estuve en dicha isla nunca le vi.

No obstante, en 1905 el ornitólogo austriaco Johann Polatzek lo encontró en los pinares situados por encima de Mogán, describiéndose como una nueva subespecie (Fringilla teydea polatzeki) por el ornitólogo alemán Ernst Hartert en 1905.

## Taxonomía
Hasta 2015 el pinzón azul (Fringilla teydea) se clasificaba en dos subespecies: Fringilla teydea polatzeki de Gran Canaria y Fringilla teydea teydea de Tenerife. Sin embargo, un artículo del holandés George Sangster y colaboradores publicado en marzo de 2016 (aceptado para su publicación en septiembre de 2015) en la revista Journal of Avian Biology, propone su elevación al rango de especie como: Fringilla polatzeki y Fringilla teydea.
La investigación se basa en diferencias morfológicas, de plumaje y canto que existen entre el pinzón azul de Gran Canaria y el de Tenerife y considera las diferencias genéticas estudiadas previamente, todo lo cual justifica su clasificación como dos especies distintas.

## Descripción
El pinzón azul es un ave de pequeño tamaño, de aproximadamente 16 cm. El macho posee tonos azulados mientras que la hembra y los juveniles son de tonos pardo-oliváceos. Se diferencia de la especie de Tenerife, Fringilla teydea, por ser de menor tamaño, por tener tonos azules menos intensos, franja negra en la frente muy marcada, un vientre más blancuzco y en especial por mostrar dos franjas blancas bien visibles en las alas.

## Ecología, etología, distribución y hábitat

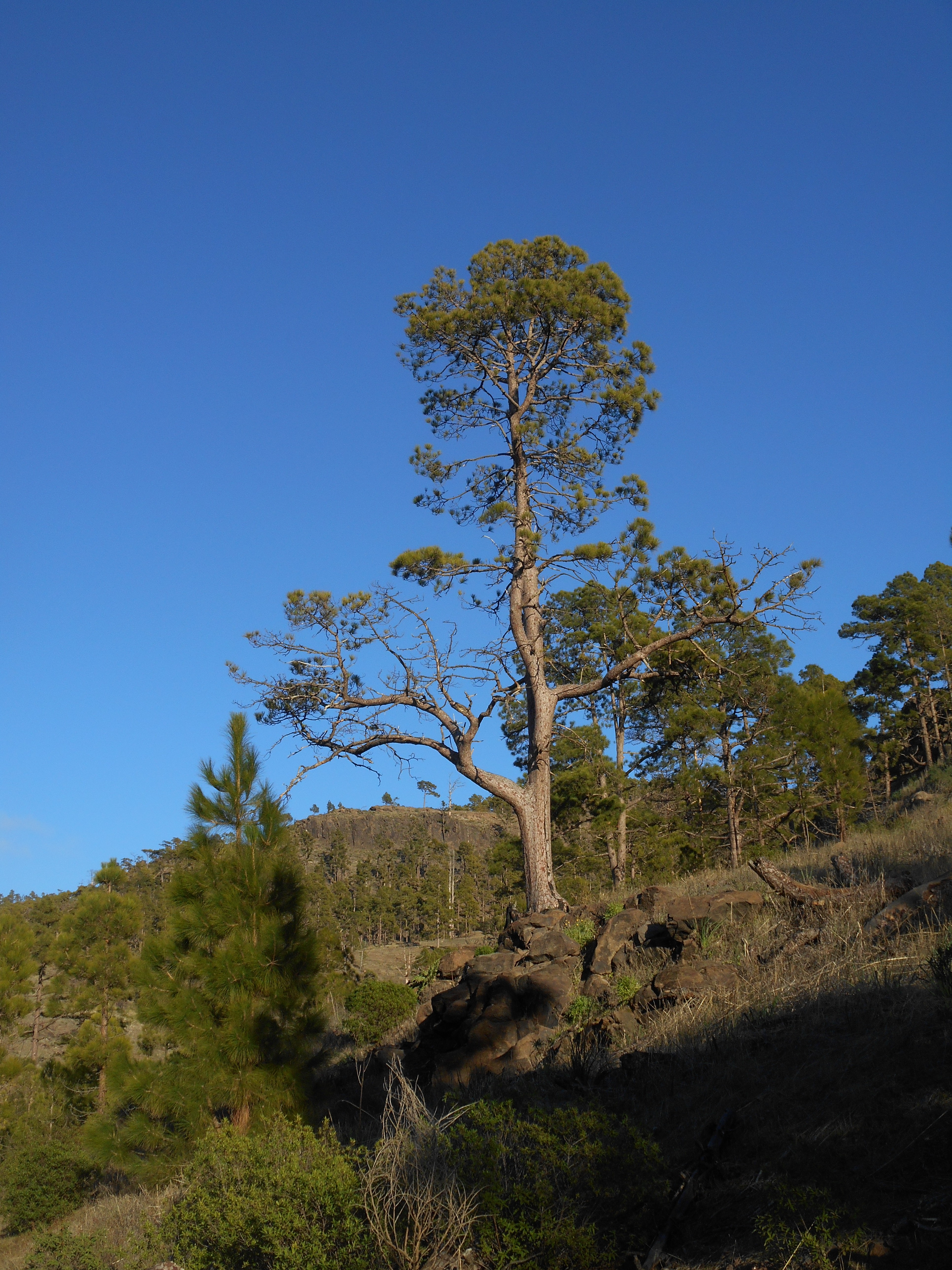
Pino centenario en el pinar de Ojeda (Reserva de Inagua).

La especie es un endemismo insular exclusivo de Gran Canaria, restringida a los pinares de pino canario (Pinus canariensis). Se encuentra a una altitud comprendida entre los 1000 y 1900 m, habitando casi en su totalidad en la reserva natural integral de Inagua, aunque gracias a las liberaciones hechas por el Cabildo de Gran Canaria ha habido un aumento de su población en el pinar de Llanos de la Pez, donde hay contabilizadas unas 30 parejas reproductoras y en los pinares cercanos al Roque Nublo, donde hay unos 68 ejemplares. En 2019, expertos en el estudio de la avifauna, observaron que dos parejas silvestres de esta especie se habían desplazado hacia el pinar de la Caldera de Los Marteles, donde están reproduciéndose, por lo que es bastante probable que en pocos años se establezca una población importante en dicho pinar. En cuanto a la selección del hábitat para la nidificación dentro del bosque, esta parece estar condicionada por la existencia de pinares maduros donde el estrato arbóreo presenta un mayor crecimiento y una mayor densidad de pinos altos con copas desarrolladas tanto en altura como en cobertura, mientras que un estrato arbustivo compuesto de escobones (Chamaecytisus proliferus) no supone un factor determinante en su elección, si bien proporciona una mayor cantidad de recursos tróficos.
Su dieta se compone principalmente de semillas de pino, alimentándose también de invertebrados, estos últimos son particularmente importantes durante la época de reproducción, al ser el principal aporte nutritivo que las parejas dan a los pollos, siendo también un recurso explotado durante todo el año. Las semillas de pino las obtienen, bien de las piñas abiertas que aún se encuentran en los árboles, bien de las que ya han caído al suelo, así como de aquellas que se encuentran dispersas por el mismo. Los invertebrados también los capturan en el suelo, aunque es en el follaje de los pinos donde las capturas son más frecuentes; coleópteros, lepidópteros, mántidos y arácnidos son los grupos de artrópodos más ingeridos.
El periodo de reproducción comienza en abril (aunque las parejas pueden estar formadas desde el mes de marzo) y puede prolongarse hasta principios de agosto, si bien la mayoría de las parejas nidifican entre los meses de mayo y junio. El nido es construido solo por la hembra, mientras que el macho se limita a seguirla en todos sus desplazamientos. En general, el lugar elegido para su ubicación son los extremos subterminales de las ramas de los pinos. La puesta normal consta de dos huevos, incubados solamente por la hembra, pudiendo realizar hasta dos puestas al año. La incubación comienza después de la puesta del segundo huevo, teniendo lugar la eclosión entre 14 y 16 días más tarde. El periodo de estancia de los crías en el nido alcanza una media de 17 días.

## Factores de amenaza
El pinzón azul de Gran Canaria es una de las especies de pájaros más amenazados del planeta. A diferencia del pinzón azul de Tenerife que tiene una distribución y población mucho más amplia por dicha isla, la especie de Gran Canaria tiene una población extremadamente más reducida y está restringido a la zona de pinar de Ojeda, Inagua y Pajonales.
Las principales causas del declive de este taxón, principalmente durante la primera mitad del siglo XX, fueron la destrucción del bosque como consecuencia de los diversos aprovechamientos forestales y a los efectos causados por numerosos incendios, así como la recolecta indiscriminada de especímenes para los museos de historia natural.
Actualmente, la escasa extensión del área de distribución, la fragmentación del pinar grancanario, y el reducido tamaño poblacional, son factores de amenaza para la supervivencia de la especie a medio-largo plazo.
Otro factor que incide negativamente es la depredación, ya sean depredadores naturales (Pico picapinos Dendrocopos major, gavilán Accipiter nisus y búho chico Asio otus canariensis, entre otros) o introducidos (sobre todo gatos), siendo esta una de las principales causas de mortalidad tanto de pollos como de jóvenes y adultos. A esto se añade la escasez de agua y las elevadas temperaturas estivales que se registran en los pinares donde viven.

Especímenes capturados en 1912 (Museo Nacional de Historia Natural de Leiden)
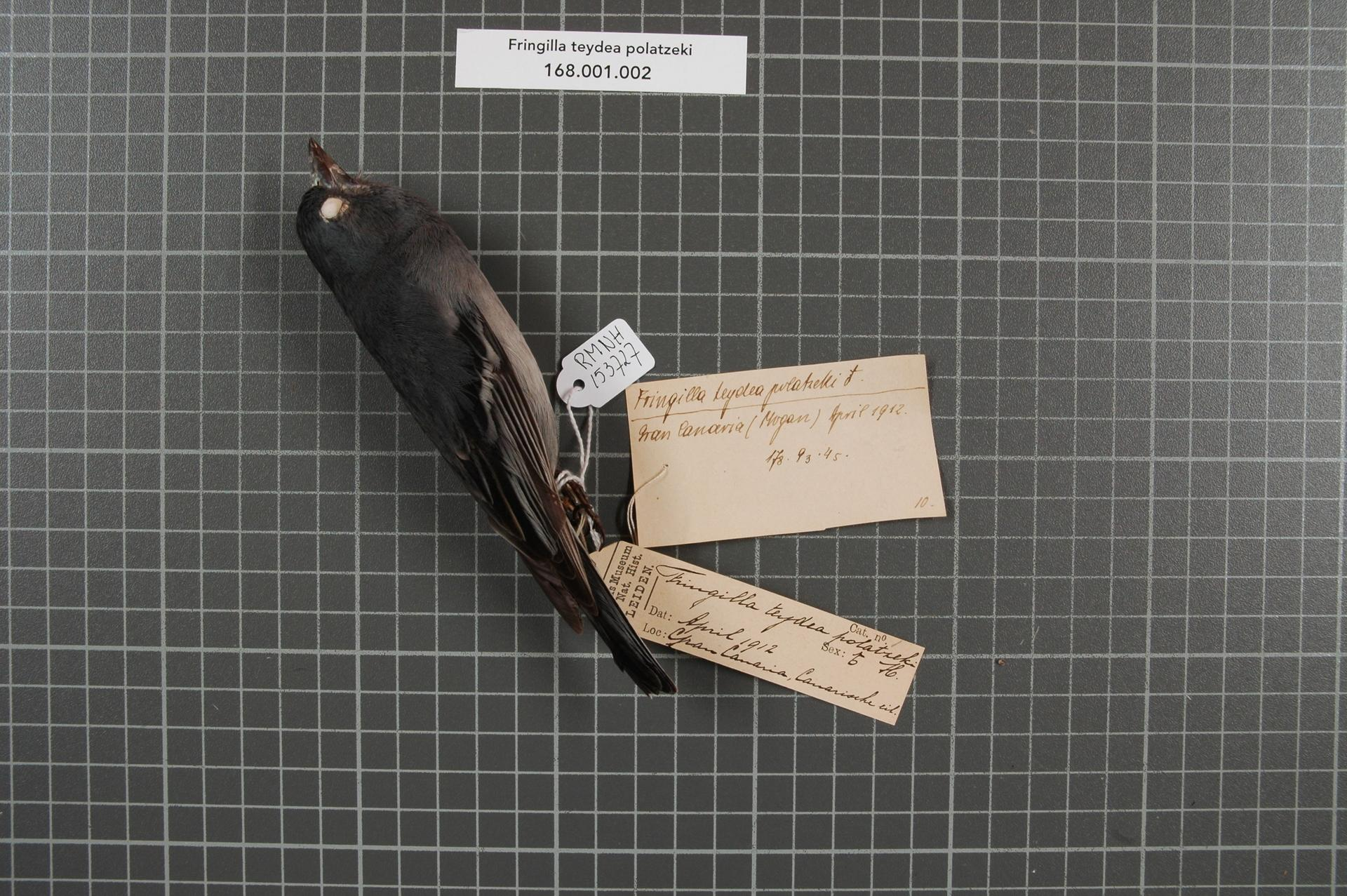
Macho de costado
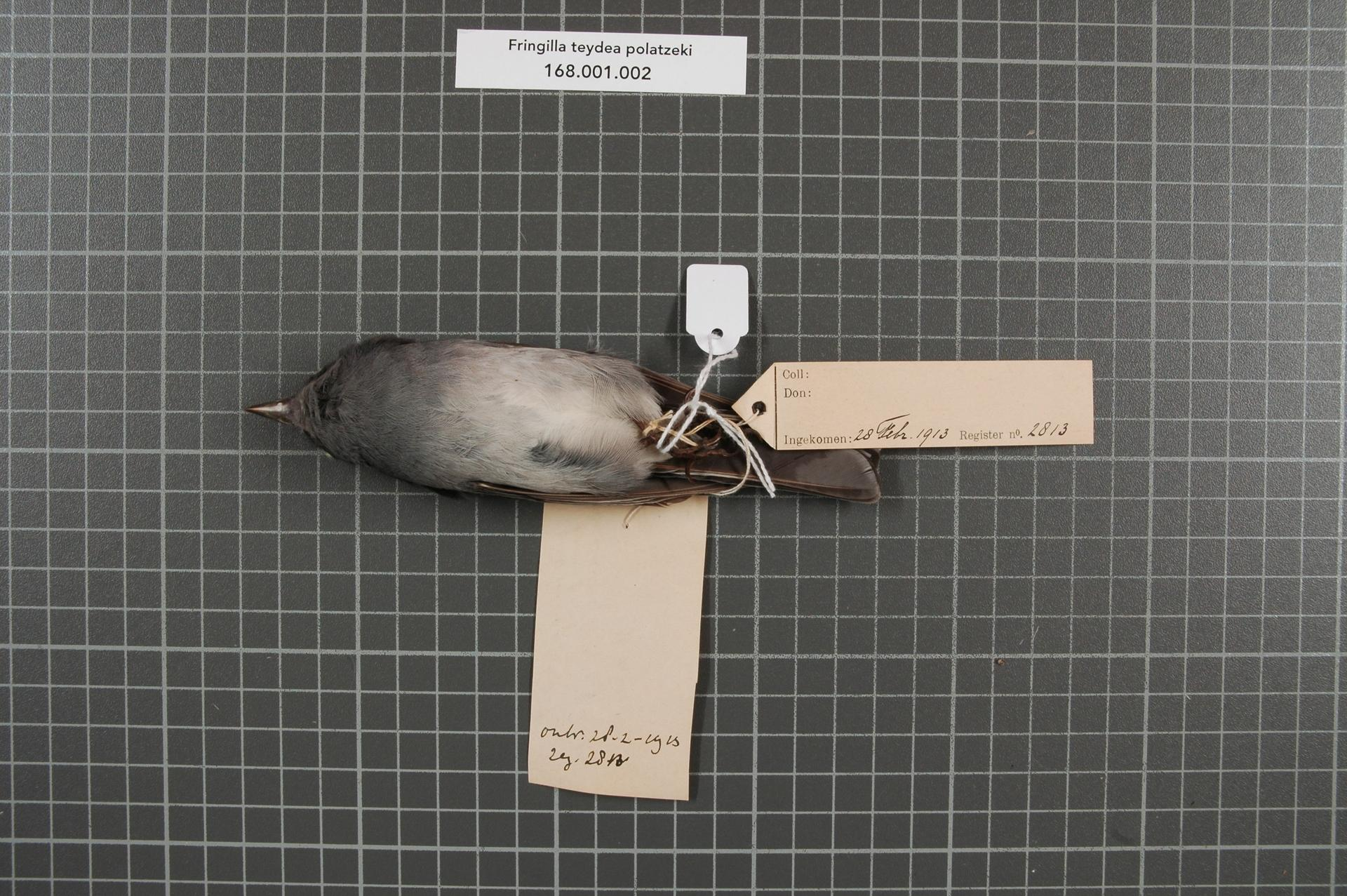
Pecho y vientre de un macho
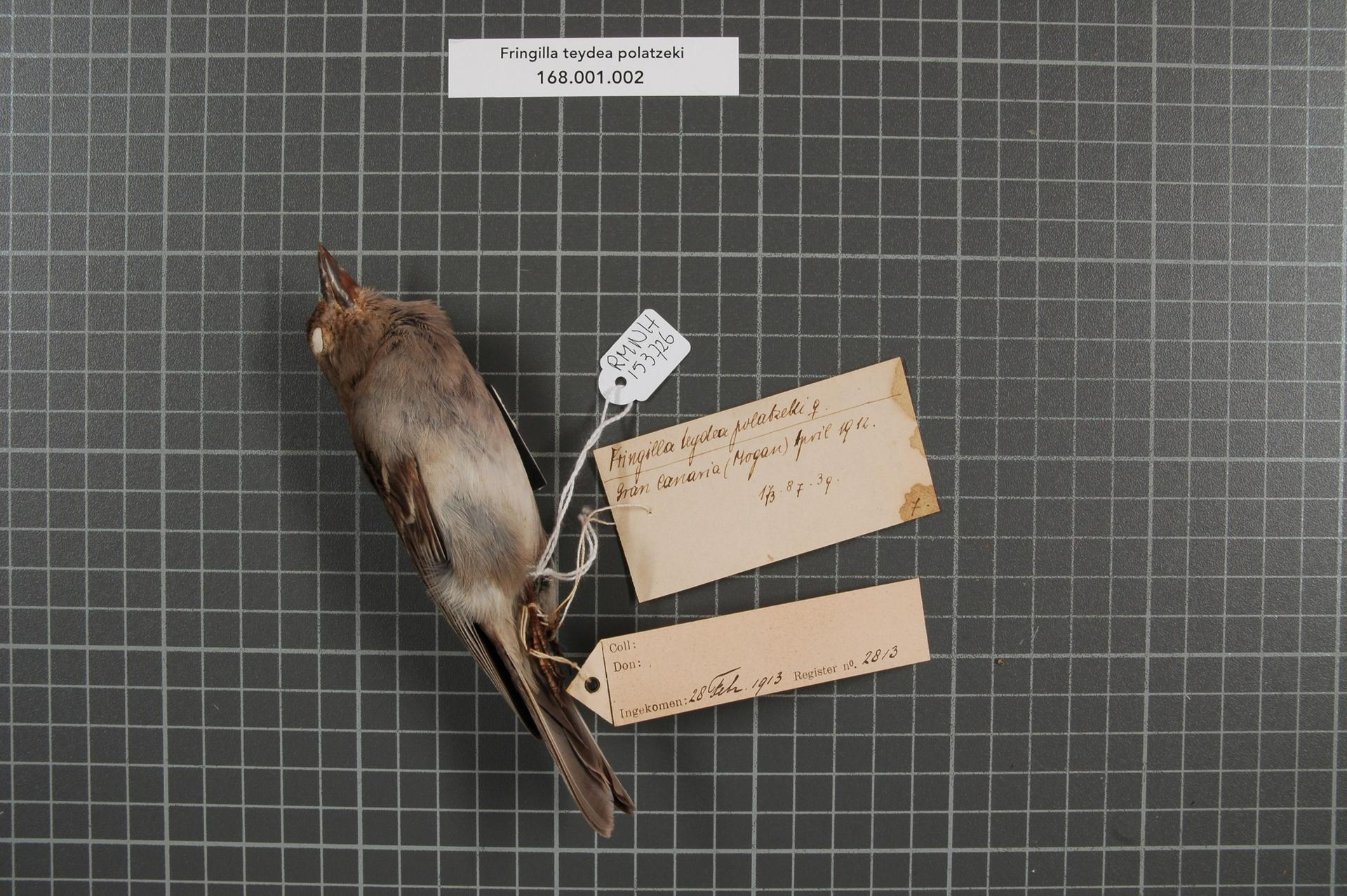
Hembra
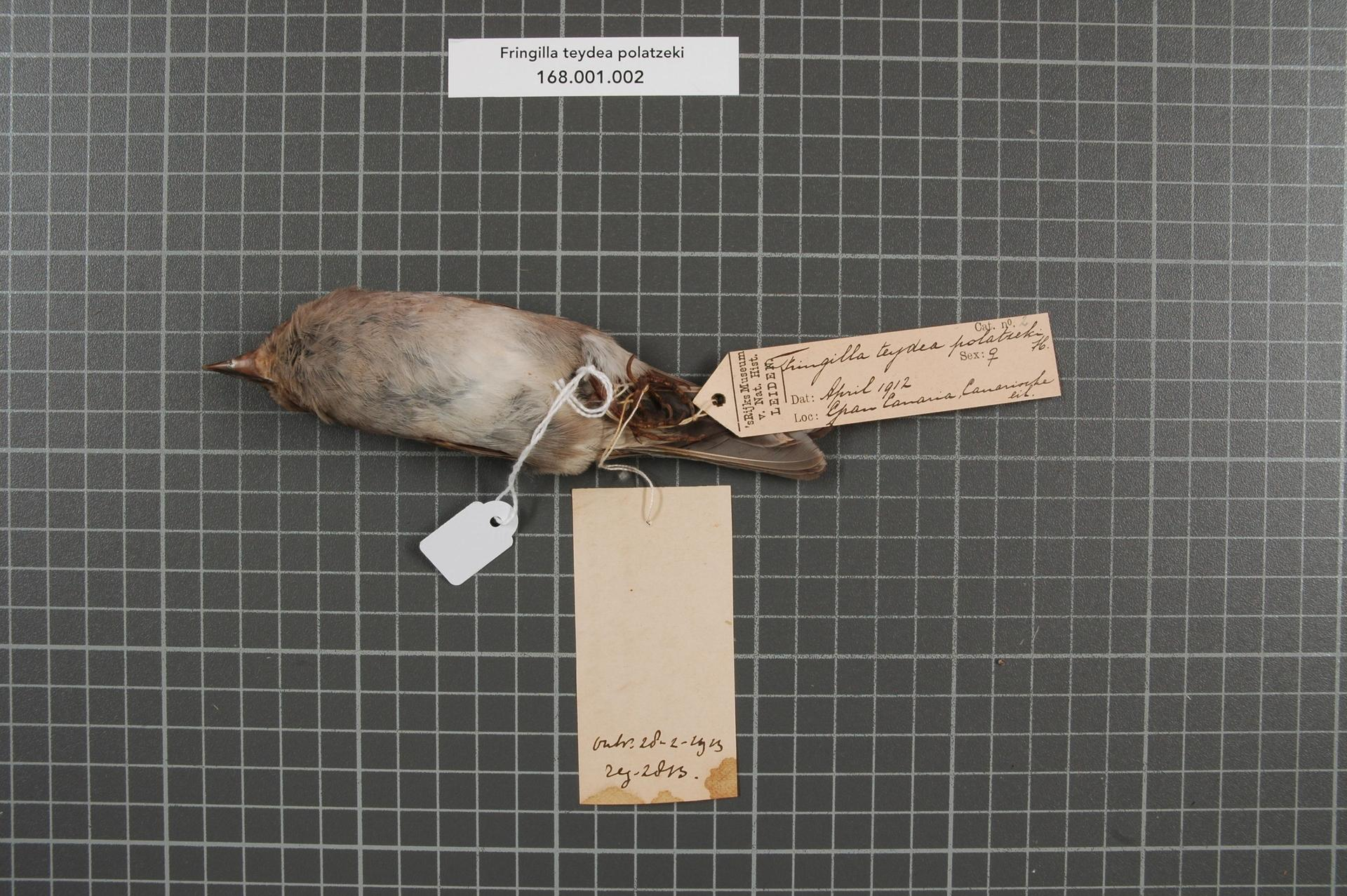
Pecho y vientre de una hembra

## Conservación

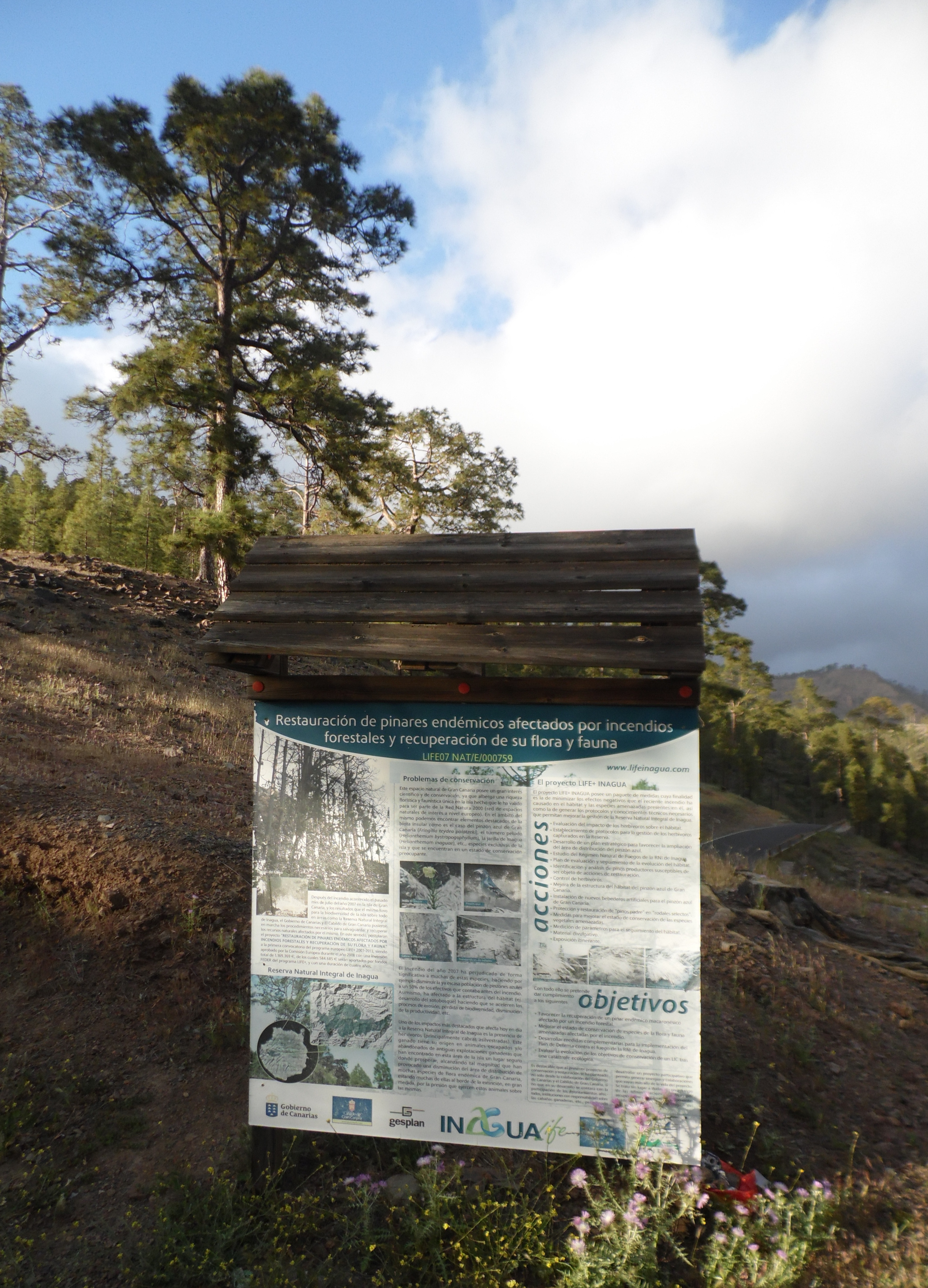
Cartel informativo sobre el proyecto LIFE+ INAGUA (2009 - 2012) cuyo objetivo era restaurar el pinar y recuperación de su flora y fauna después del voraz incendio de verano de 2007.

Como primeras medidas pioneras de protección, destacan la aprobación del Real Decreto 3.180/1980 por el cual se prohibía la caza, captura, comercio y recolección de huevos, así como la comercialización de sus restos y de individuos disecados. Dos años más tarde se creó el Refugio Nacional de Caza de Inagua, Ojeda y Pajonales por el Real Decreto 1.740/1982.
Está catalogada “en peligro de extinción” en el Catálogo de Especies Amenazadas de Canarias y como especie prioritaria en el Anexo I de la Directiva Aves 79/409/EEC.
Asimismo, está catalogada como en peligro en el Catálogo Español de Especies Amenazadas (R.D. 139/2011, de 4 de febrero)... 
Ha sido objeto de distintos planes de conservación a partir de 1991.

### Cría en cautividad

#### Primer programa experimental 1993 - 1994
A mediados de 1993 el Gobierno de Canarias inició un programa experimental de cría en cautividad y se procedió a la construcción de unas instalaciones específicamente diseñadas para tal fin en el Vivero Forestal de Tafira.

#### Programas LIFE
Los dos primeros proyectos relacionados con la Conservación del Pinzón azul de Gran CanariaLIFE (1995-1996 y 1999-2002) fueron gestionados (al igual que el programa experimental de 1993-94) por el Gobierno de Canarias. 
En 1997 se prorrogó el plazo del primer proyecto LIFE para ampliar y equipar debidamente el centro de cría en cautividad preexistente, acorde a los requerimientos de la especie y a las características propias de unas instalaciones de este tipo.
El presupuesto del primer LIFE ascendió a la cantidad de 1.467.000 €, de los cuales 1.100.000 € fueron cofinanciados por la Unión Europea. El segundo fue de 329.396,37 €, de los que 197.637,82 € fueron aportados por la Unión Europea.
En 2015 entró en vigor el LIFE+ PINZON (2015 - 2020), donde se contempla la liberación en la Cumbre de Gran Canaria de individuos traslocados (procedentes tanto de la cría en cautividad como de la población fuente en Inagua). Presupuesto: 1.123.860 €, la UE aporta 674.316 €. El censo poblacional de 2019, último realizado con el proyecto LIFE+Pinzón, estima la población de pinzón azul de Gran Canaria en 430 individuos (362 en los pinares de Inagua y 68 en los pinares de la Cumbre).
Otro de los objetivos principales del proyecto LIFE+Pinzón fue la ampliación del hábitat del pinzón azul de Gran Canaria mediante la creación de corredores ecológicos entre los principales pinares de pino canario de la isla.
Del 2020 al 2024 el Cabildo de Gran Canaria ejecuta el periodo After-LIFE del proyecto LIFE+Pinzón, cuyo objetivo principal es la mejora del hábitat de Fringilla polatzeki.

#### Plan de Recuperación de 2005
El 5 de mayo de 2005 se aprobó definitivamente el Plan de Recuperación del Pinzón Azul de Gran Canaria (sin financiación de la Unión Europea) con una vigencia de cinco años (aunque se prolongó hasta 2012), encomendándose al Cabildo de Gran Canaria la promoción, creación y desarrollo de las actuaciones previstas, así como la ejecución  del mismo. El Gobierno de Canarias supervisaría su debido cumplimiento.
Es en ese momento cuando se produjo el punto de inflexión, creándose un nuevo equipo dirigido por el biólogo y veterinario Pascual Calabuig Miranda, director del Centro de Recuperación de Fauna Silvestre de Tafira (CRFS), lo cual se tradujo que entre 2010 y 2012 se liberasen un total de 48 ejemplares en el pinar de la cumbre de la isla. En esos años se logró la cría en perfectas condiciones y con una diversidad genética incluso superior a la existente en la población silvestre de Inagua.
A pesar de todo, en octubre de 2012 el mencionado biólogo grancanario fue destituido de su cargo como director técnico del Plan.

#### Plan de Recuperación de 2013
En 2013 el Gobierno de Canarias aprueba otro nuevo Plan quinquenal que se publicó, al igual que el anterior, en el Boletín Oficial de Canarias. En el mismo, se hace una evaluación de resultados del Plan de 2005, cuestionándose la actuación llevada a cabo por el Cabildo de Gran Canaria y obviándose las memorias anuales existentes, sin que la entonces consejera de Medio Ambiente y Emergencias del Cabildo, María del Mar Arévalo Araya, defendiese la gestión llevada a cabo por la institución insular y logros probados del equipo liderado por Pascual Calabuig.
Extractos del BOC N.º 180 del miércoles 18 de septiembre de 2013 - 4694 relativos al Plan de 2005
Página 24401:

La elaboración del presente Plan de Recuperación ha estado condicionada por la información disponible, procedente de diversas fuentes y por la remitida por el Cabildo Insular de Gran Canaria. (...) La carencia de datos, cuyo aporte debía haberse producido de forma continua y periódica, a través de dichas memorias técnicas, ha supuesto que no se pudiera evaluar de manera cuantitativa y con rigor, el nivel de ejecución y logros de algunas de las actuaciones propuestas en el Plan. Condicionando asimismo el diseño de nuevas acciones acorde a los resultados obtenidos previamente.

Página 24402:

Los aspectos básicos de la biología de la reproducción han sido descritos por Rodríguez & Moreno (2008), no existiendo avances significativos en el conocimiento de la misma durante los últimos años.

Página 24428:

A pesar de los logros obtenidos en la reproducción en cautividad, no se han seguido criterios técnicos idóneos para maximizar la variabilidad genética de los individuos a liberar. El pedigrí de los ejemplares liberados muestra relaciones de parentesco muy cercanas en una buena parte de los individuos.

Para este Plan se constituyó un nuevo grupo de trabajo mixto formado por personal del Gobierno de Canarias y del Cabildo de Gran Canaria. Las sueltas se redujeron a un total de 5 aves en 2013, aumentando a 7 en 2014, siendo la nueva directora técnica del Plan la veterinaria Loly Estévez, empleada del Cabildo insular.

### Vídeos
- Documental "El pinzón azul de Gran Canaria: biología y conservación del ave más amenazada de Canarias" (1995)
- Lista de reproducción sobre el ave

- Datos: Q22704092
- Multimedia: Fringilla polatzeki / Q22704092
- Especies: Fringilla polatzeki